# Emil Johansson
Emil Johansson (ur. 11 sierpnia 1986 w Karlskodze) – szwedzki piłkarz występujący na pozycji obrońcy. Od 2014 jest zawodnikiem Sandnes Ulf.

## Kariera klubowa
Johansson treningi rozpoczął w klubie Karlskoga SK. W 2000 roku trafił do juniorskiej ekipy zespołu Degerfors. W 2005 roku został włączony do jego pierwszej drużyny, występującej w Superettan. Spędził w niej 2 sezony. W tym czasie w barwach Degerfors rozegrał 48 ligowych spotkań i zdobył 4 bramki.
W 2007 roku Johansson przeszedł do Hammarby z Allsvenskan. W tych rozgrywkach zadebiutował 14 kwietnia 2007 roku w wygranym 3:0 meczu z Trelleborgiem. 4 kwietnia 2009 roku w zremisowanym 1:1 pojedynku z Elfsborgiem strzelił pierwszego gola w trakcie gry w Allsvenskan. W tym samym roku spadł z zespołem do Superettan. Wówczas opuścił Hammarby.
W 2010 roku Johansson został graczem norweskiego Molde. W Tippeligaen pierwsze spotkanie zaliczył 14 marca 2010 roku przeciwko Rosenborgowi (1:2).

## Kariera reprezentacyjna
W 2009 roku Johansson dotarł z reprezentacją U-21 do półfinału Mistrzostw Europy U-21. W kadrze seniorskiej zadebiutował 23 stycznia 2010 roku w zremisowanym 1:1 towarzyskim meczu z Syrią.